# Костандово (железопътна гара)
Вижте пояснителната страница за други значения на Костандово.
Костандово е железопътна гара на теснопътната железопътна линия Септември – Добринище, на km 31+458.
Разположена е на 801 m н.в. при навлизане в Чепинската котловина от северната ѝ страна, между гара Долене и гара Велинград. Обслужва населението на Костандово, Дорково и Ракитово. Разполага с четири коловоза и два перона, но се използват два от коловозите за разминаване на влаковете. Гарата е открита на 1 август 1926 г. с въвеждането в експлоатация на железопътната линия Септември – Велинград. Първоначално носи името Чуката, но на 20 септември 1926 г. е преименувана на Костандово. Зад сградата на гарата преминава републикански път II-84.
Гарата е изходен пункт за Плиоценски парк – Дорково и крепост Цепина.